# Westrarchaea
Westrarchaea is een spinnengeslacht uit de familie Pararchaeidae

## Soorten
- Westrarchaea pusilla Rix, 2006
- Westrarchaea sinuosa Rix, 2006
- Westrarchaea spinosa Rix, 2006